# Geoff Gustafson
Geoffrey James Gustafson (* 20. Februar 1974 in Vancouver, Kanada) ist ein kanadischer Schauspieler und Synchronsprecher.

## Leben
Gustafson absolvierte eine BFA in Theater und Bildung an der Universität von Victoria.  Er war Darsteller in mehreren Werbekampagnen und bekam 2004 den Bessie Award für seine Leistung in einer AGF Financial Services Kampagne. Schauspiel lernte er an der Vancouver Acting School.
1994 hatte er eine kleine Nebenrolle in der TV-Serie The Odyssey. Nach Schauspielunterricht an der VAS  begann seine eigentliche Karriere erst 2004, als er im Kurzfilm 6 Minutes eine Hauptrolle innehatte. Es folgten Gastauftritte in Supernatural und The L Word – Wenn Frauen Frauen lieben. Neue Produktionen waren 2009 2012 und eine Hauptrolle als Lt. Ken Leeds in Primeval: New World. In der Fernsehserie Signed, Sealed, Delivered und den nachfolgenden Fernsehfilmen übernahm er die Rolle des Norman Dorman.

## Filmografie

### Schauspieler
- 1994: The Odyssey
- 2004: 6 Minutes
- 2005: Supernatural
- 2005: Killer Instinct
- 2006: The L Word – Wenn Frauen Frauen lieben (The L Word)
- 2006: Three Moons Over Milford
- 2006: Men in Trees
- 2007: Psych
- 2007: Postal
- 2007: About a Girl
- 2007: Sabbatical
- 2008: Robson Arms
- 2008: Awkward
- 2008: Control Alt Delete
- 2008: Far Cry
- 2008: Dim Sum Funeral
- 2009: Pure Evil
- 2009: What Goes Up
- 2009: Mr. Troop Mom – Das verrückte Feriencamp (Mr. Troop Mom)
- 2009: The Assistants
- 2009: 2012
- 2010: Joe’s Gotta Go
- 2010: Troop – Die Monsterjäger (The Troop)
- 2010: Meteor Storm (Fernsehfilm)
- 2010: Hot Tub – Der Whirlpool … ist ’ne verdammte Zeitmaschine (Hot Tub Time Machine)
- 2010: The Stranger
- 2010: Mr. Young
- 2010: A Night for Dying Tigers
- 2010: Life Unexpected – Plötzlich Familie (Life Unexpected)
- 2010: Gotta Grudge?
- 2011: Fairly Legal
- 2011: Marley & Ich 2 – Der frechste Welpe der Welt (Marley & Me: The Puppy Years)
- 2012: The Wingman
- 2012: R.L. Stine’s The Haunting Hour
- 2012–2016: Once Upon a Time – Es war einmal… (Once Upon a Time) (Fernsehserie, 4 Episoden)
- 2012: Eureka – Die geheime Stadt (Eureka)
- 2012: It’s Christmas, Carol!
- 2012: Santa & Mrs. Claus (Finding Mrs. Claus)
- 2012–2013: Primeval: New World
- 2013: Emily Owens (Emily Owens, M.D.)
- 2013: Cult
- 2013: Package Deal
- 2013: Bailout: The Age of Greed
- 2014: Bates Motel (Fernsehserie, Episode 2x05)
- 2014: Signed, Sealed, Delivered (Fernsehserie, 10 Episoden)
- 2014: Lonesome Dove Church
- 2014: Signed, Sealed, Delivered for Christmas (Fernsehfilm)
- 2014: The Interview
- 2015: Signed, Sealed, Delivered: From Paris with Love (Fernsehfilm)
- 2015: Signed, Sealed, Delivered: Truth Be Told (Fernsehfilm)
- 2015: Signed, Sealed, Delivered: The Impossible Dream (Fernsehfilm)
- 2015: Santas kleiner Helfer (Santa's Little Helper)
- 2016: Blood and Dinosaurs (Kurzfilm)
- 2016: WIH Massive Blood Drive PSA 2016 (Kurzfilm)
- 2016: Signed, Sealed, Delivered: From the Heart (Fernsehfilm)
- 2016: Paranormal Solutions Inc. (Fernsehserie, Episode 1x05)
- 2016: Signed, Sealed, Delivered: One in a Million (Fernsehfilm)
- 2016: Signed, Sealed, Delivered: Lost Without You (Fernsehfilm)
- 2017: Signed, Sealed, Delivered: Higher Ground (Fernsehfilm)
- 2017: Rogue (Fernsehserie, 3 Episoden)
- 2017: Signed, Sealed, Delivered: Home Again (Fernsehfilm)
- 2017: Ask Will (Fernsehserie)
- 2018: Signed, Sealed, Delivered: The Road Less Traveled (Fernsehfilm)
- 2018: Darrow & Darrow (Mini-Serie, Episode 1x02)
- 2018: Signed, Sealed, Delivered: To the Altar (Fernsehfilm)
- 2018: Take Two (Fernsehserie, Episode 1x10)
- 2019: Emma Fielding Mysteries  (Fernsehserie, Episode 1x03)
- 2019: A Summer Romance (Fernsehfilm)
- 2019: The Terror (Fernsehserie, Episode 2x02)
- 2019: Puppet Killer
- 2019: PS Es weihnachtet sehr (Write Before Christmas, Fernsehfilm)
- 2020: The Neighbor in the Window (Fernsehfilm)
- 2020: Gabby Duran & The Unsittables (Fernsehserie, Episode 1x17)
- 2020: Wedding Every Weekend (Fernsehfilm)
- 2021: The 27-Hour Day (Fernsehfilm)
- 2021: Untitled Signed Sealed, Delivered (Fernsehfilm)

### Synchronsprecher
- 2015: Pixies (Animationsfilm)
- 2018: The Steam Engines of Oz (Animationsfilm)
- 2019: Go Fish (Animationsfilm)
- 2021: Pandy (Animationsfilm)
- 2021: The Clockwork Girl (Animationsfilm)